# Washington Township (contea di Bergen)
Washington Township è un comune degli Stati Uniti d'America, situato nello stato del New Jersey, nella contea di Bergen.